# Hyangyak kugŭp pang
Le Hyangyak kugŭp pang (hangeul : 향약구급방 ; hanja : 鄕藥救急方) est un livre de médecine coréen de l'époque Koryŏ publié en 1236. Premier recueil de ce type publié dans le pays, il est suivis par le Samhwaja hyangyak pang au milieu du XIIIe siècle. Ces deux ouvrages vont servir de base à d'autres ouvrages publiés par la suite. Inspirée de la médecine chinoise, ce recueil doit cependant s'adapter à l'absence de certaines plantes en proposant des alternatives locales, et intègre d'autres pratiques traditionnelles coréennes.